# Казарінова Тамара Олександрівна
Тама́ра Олекса́ндрівна Каза́рінова (нар. 26 червня 1906 — 4 серпня 1956) — радянська військова льотчиця, у роки німецько-радянської війни командир 586-го жіночого винищувального авіаційного полку, підполковник.

## Життєпис
Народилася 26 червня 1906 року в місті Москві. Росіянка.
У лавах РСЧА з 1928 року. У 1929 році закінчила Військово-теоретичну школу ВПС у Ленінграді, у 1931 році — Качинську військову авіаційну школу льотчиків, у 1937 році — Вищу льотно-тактичну школу в Липецьку.
З 1936 року — командир авіаційної ескадрильї, з березня 1940 року — помічник командира 40-го швидкісного бомбардувального авіаційного полку.
Учасник німецько-радянської війни з листопада 1941 року, командир 586-го винищувального авіаційного полку. З листопада 1942 року — у розпорядженні Головного управління винищувальної авіації протиповітряної оборони території країни (ГУ ВА ППО ТК). З 1943 року — помічник начальника 4-го відділу ГУ ВА ППО ТК з наведення.
Війну закінчила на посаді помічника начальника оперативно-розвідувального відділу 1-ї повітряної винищувальної армії ППО.
Після закінчення війни продовжувала військову службу на різних посадах у системі ППО СРСР. У червні 1954 року вийшла у запас. Мешкала в Москві, де й померла 4 серпня 1956 року. Похована на Преображенському цвинтарі.

## Нагороди
Нагороджена орденами Леніна (1936), Червоного Прапора (…), двома орденами Червоної Зірки (12.06.1943, …) і медалями.